# Lloba-carda
La lloba-carda (Cirsium vulgare) és una espècie de card del gènere Cirsium. És nativa de la major part d'Europa (al nord fins a la latitud 66°N, localment fins a 68°N), oest d'Àsia (a l'est fins a la vall del riu Ienissei), i nord-oest d'Àfrica (Muntanyes de l'Atles). Està també naturalitzada a Amèrica del Nord i Austràlia i és una espècie invasora en alguns llocs.

## Morfologia

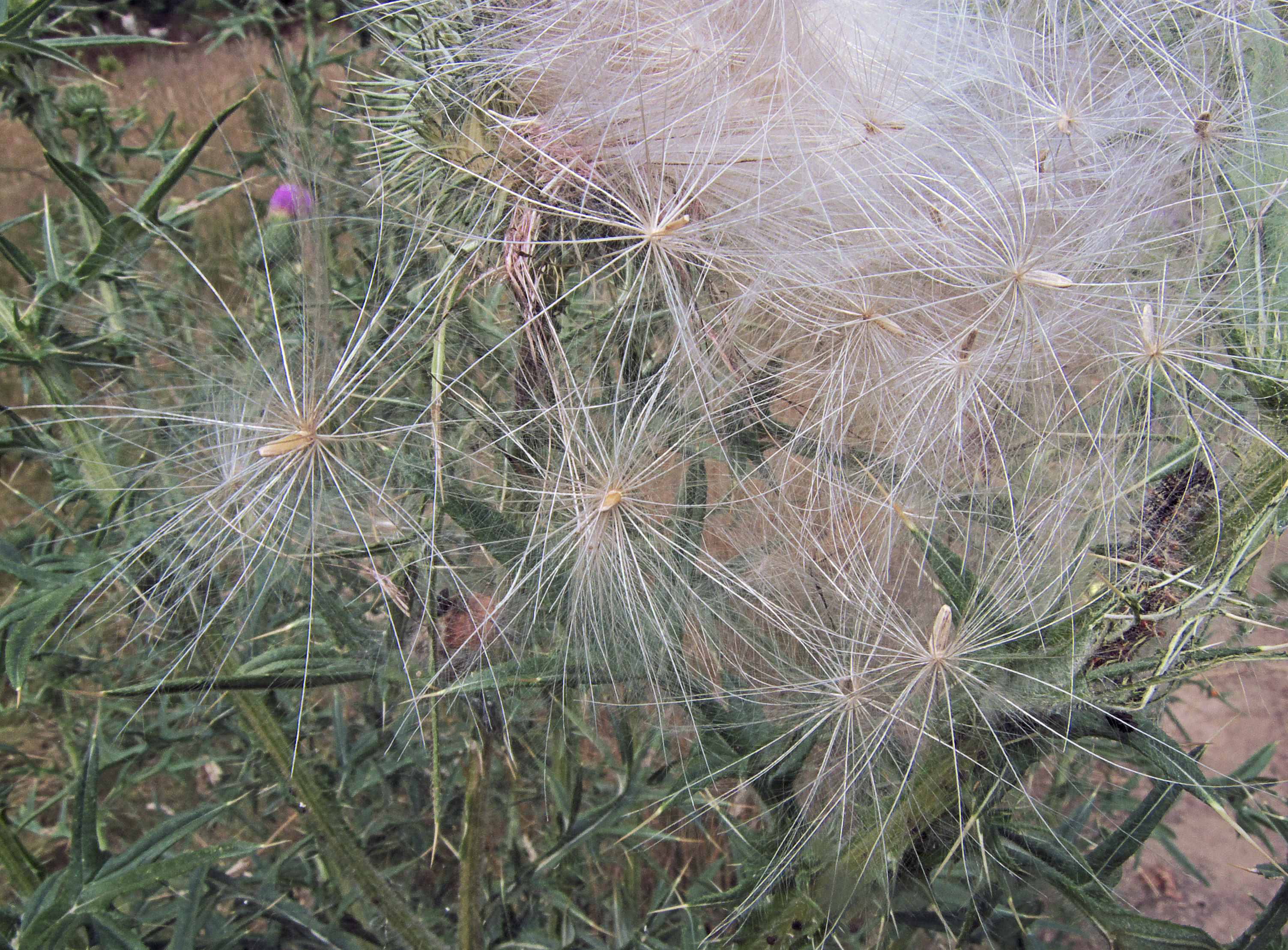
Llavors

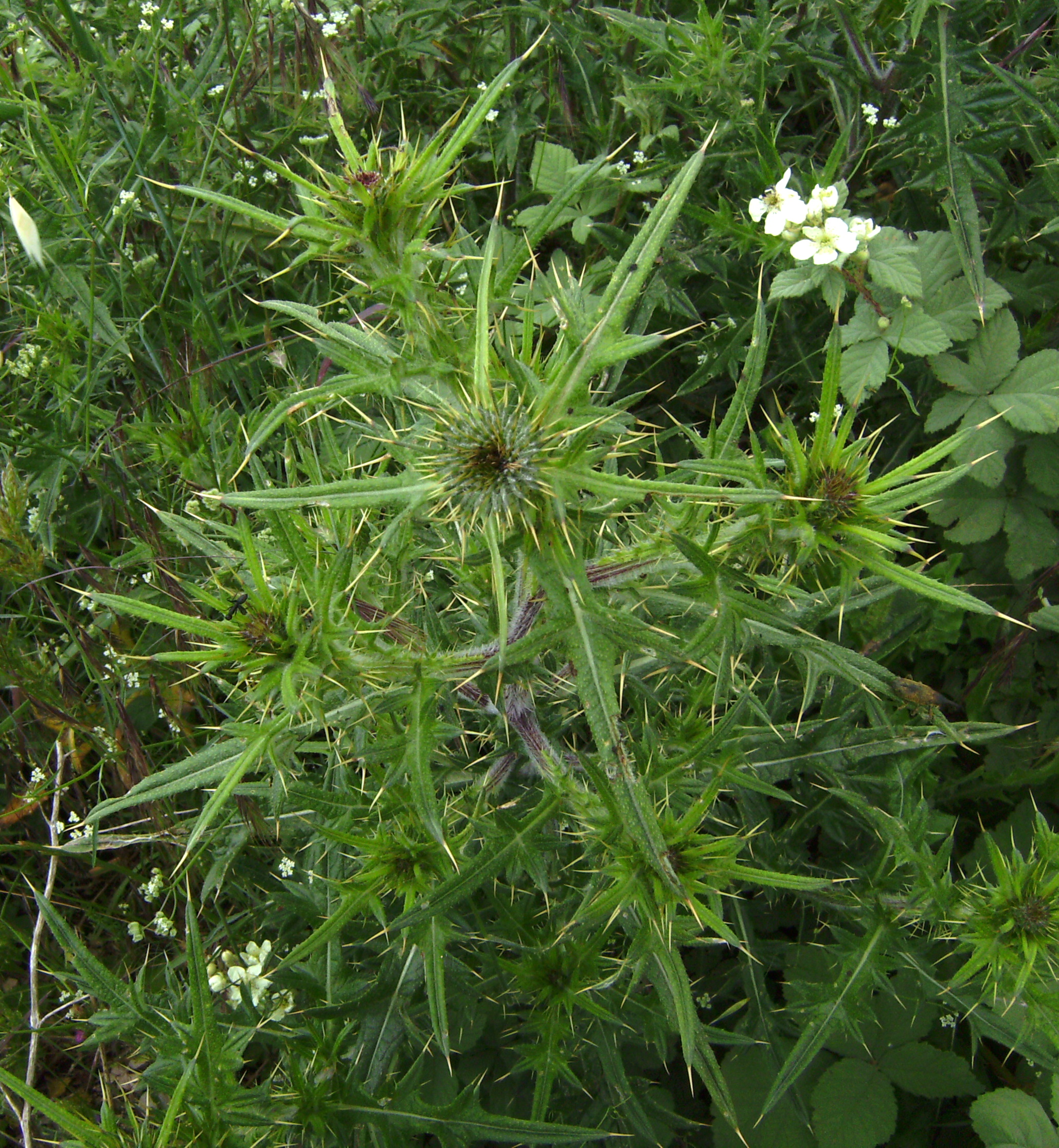
Lloba-carda a Castelltallat

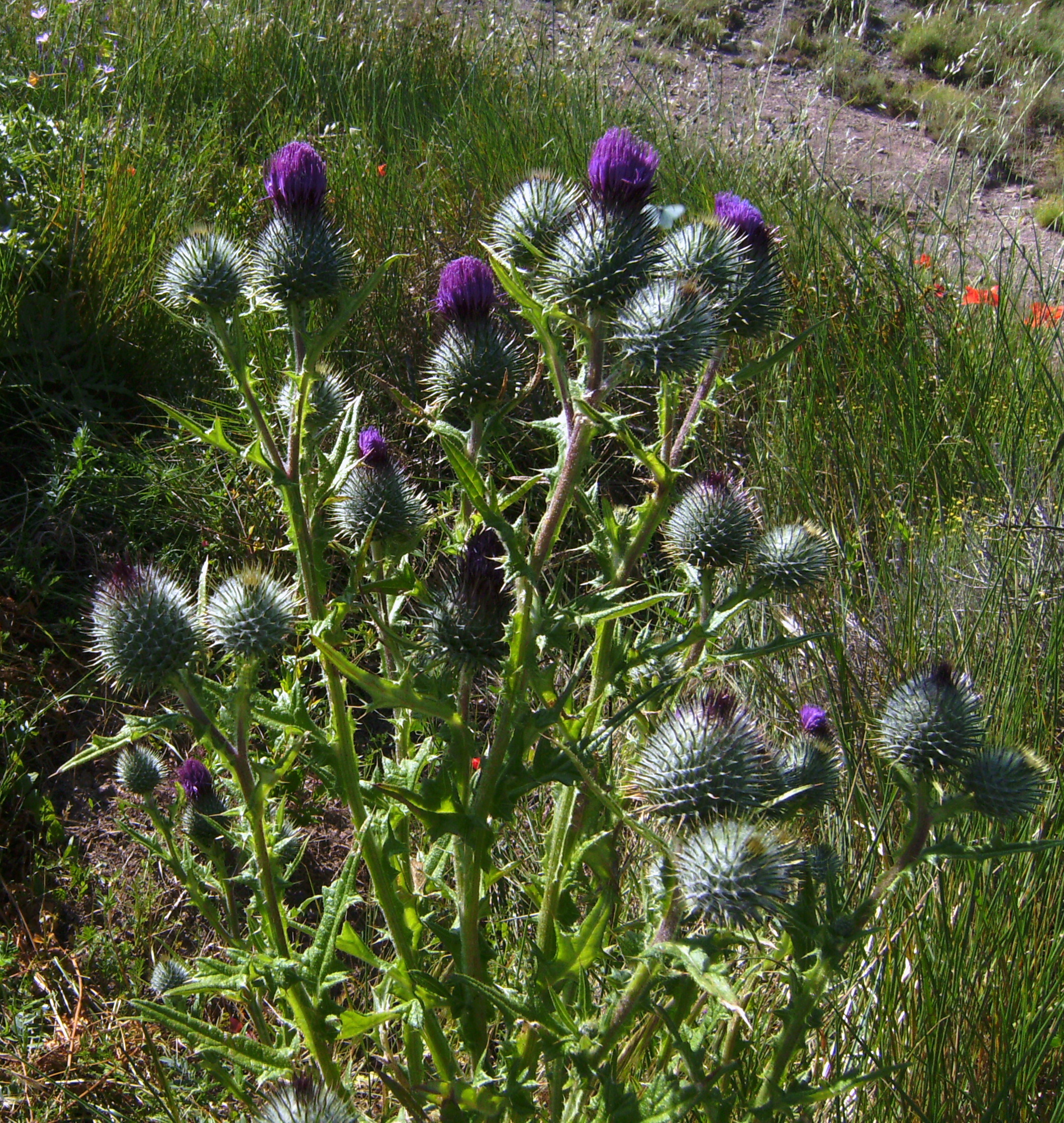
Planta florida

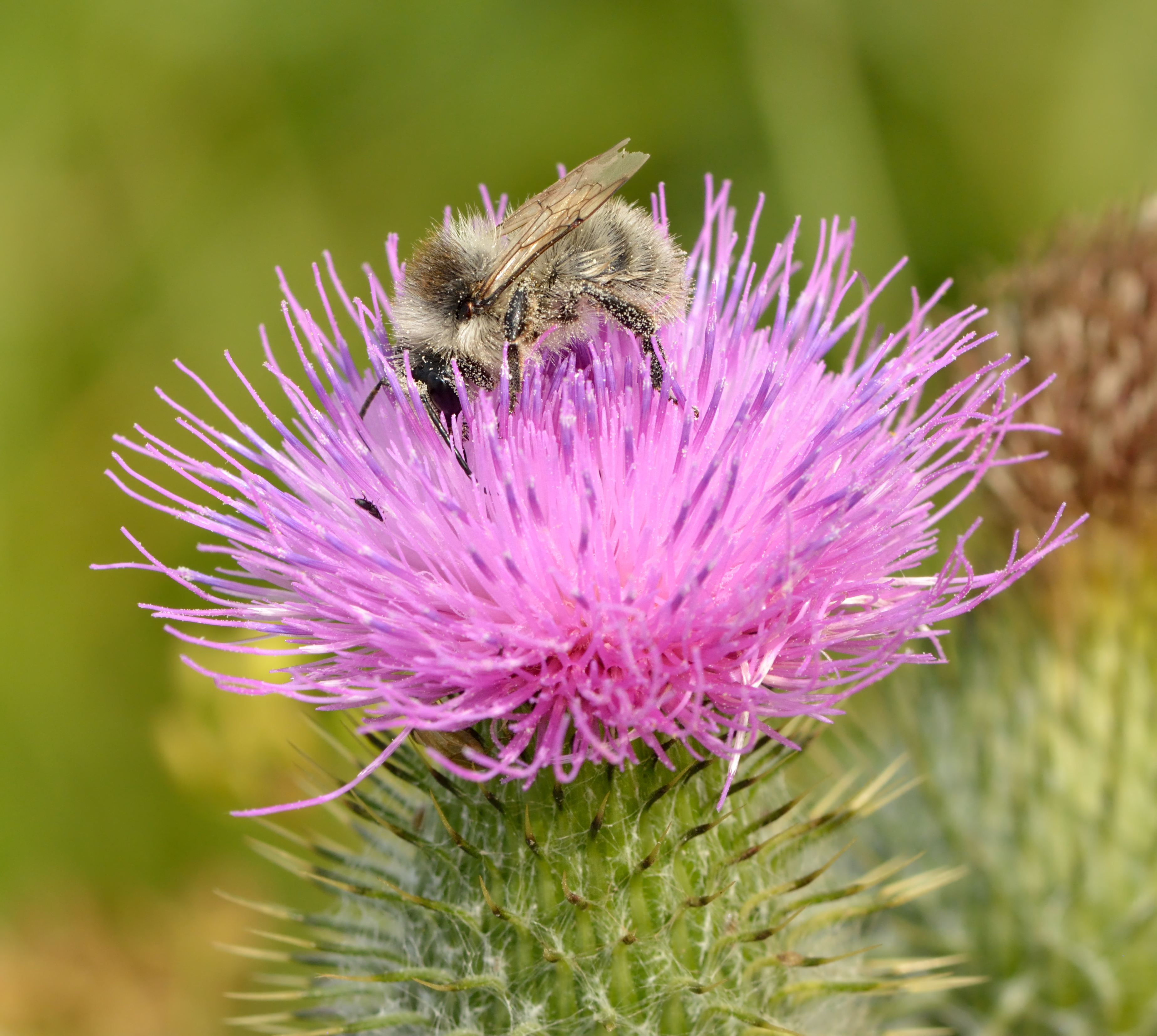

És una planta biennal alta de 40 a 150 cm d'alçada. Floreix de juny a setembre. La tija resulta alada. Les fulles són oblongues pinnatipartides terminades en una espina de 2 a 10 mm de llargada. Els capítols florals són més o menys pedunculats de 30-40 x 20-40 mm sovint araneosos, la corol·la és purpúria de 26 a 36 mm, els aquenis fan de 3,5 a 5 mm i els papus de 20 a 30 mm.

## Distribució
Es troba a tots els Països Catalans des de nivell de mar a 1600 metres d'altitud en cardassars, vorada nitròfila del bosc més o menys humit.

## Ecologia
La lloba-carda és sovint una espècie ruderal que colonitza terres pertorbades però també persisteix en pastures, ja que als animals no els agrada menjar-se-la. Molts insectes la pol·linitzen i les llavors també són consumides 

### Cirsium vulgarecom a mala herba

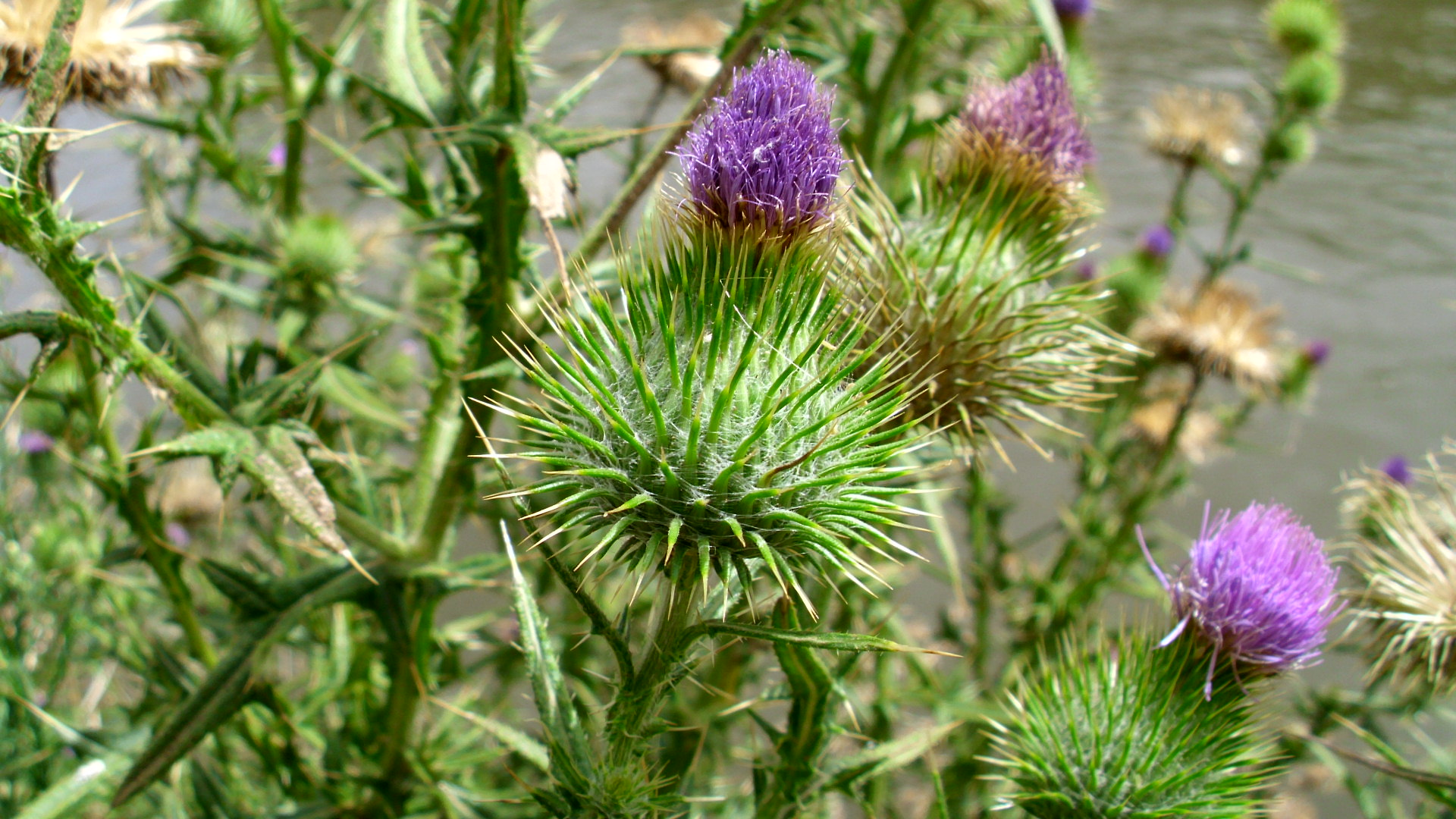
Cirsium vulgare, Wagga Wagga, NSW, Austràlia

Està classificada com mala herba nociva a Anglaterra i Austràlia. i en nou estats dels Estats Units. El card del mateix gènere calcida es propaga també per trossos d'arrel en canvi la lloba-carda ho fa només per llavors i és més fàcil d'extirpar mitjançant llaurades.

## Sinònims
Carduus vulgaris Savi (basiònim), Carduus lanceolatus L., Cirsium lanceolatum (L.) Scop. (non John Hill), Cirsium balearicum Willk., Cirsium linkii Nyman, Cnicus lanceolatus (L.) Willd., Cirsium microcephalum sensu Lange, non Moris, Cirsium crinitum Boiss. ex DC., i Cirsium strigosum (Hoffmanns. & Link) Cout.